# Zwartgeldaffaire FC Groningen
De zwartgeldaffaire bij FC Groningen was een door Johan Derksen als voetbaljournalist onthulde affaire bij de Nederlandse voetbalclub FC Groningen die plaatsvond tussen 1984 en 1989. De affaire leidde tot het opstappen en het strafrechtelijk veroordelen van de toenmalig voorzitter van FC Groningen.
Op 23 januari 1989 deed de FIOD invallen in het stadion van FC Groningen (Oosterparkstadion) en bij de bestuursleden Renze de Vries (voorzitter), Wubbo de Boer en Siebe van der Pruik. De boekhouding en de administratie van de club werden in beslag genomen. Op 3 februari 1989 trad voorzitter De Vries af. De commissie-Groenewold die het onderzoek bij justitie leidde, concludeerde dat er was gesjoemeld met tekengelden van Sjaak Storm, Jurrie Koolhof, John de Wolf, René Eijkelkamp, Henny Meijer en de broers Erwin en Ronald Koeman. In totaal was er voor 5 miljoen gulden (ongeveer 2,3 miljoen euro) gefraudeerd. De opbrengsten van enkele transfers werden door buitenlandse voetbalclubs op de privérekening van voorzitter De Vries gestort, die het geld slechts gedeeltelijk aan FC Groningen overmaakte. Het overblijvende geld werd gebruikt om (zwart) nieuwe spelers aan te trekken. Ook vergoedingen die De Vries van FC Groningen ontving voor reis- en bestuurskosten, werden door De Vries gebruikt om spelers zwart te betalen.
De Vries gaf later toe dat er zwart geld was betaald. Hij werd veroordeeld tot 8 maanden gevangenisstraf, maar hoefde slechts vijf dagen van deze straf uit te zitten vanwege zijn zwakke gezondheid. FC Groningen kreeg een naheffing van de fiscus van ruim 400.000 gulden (ongeveer 181.500 euro).
Bij de sloop van het Oosterparkstadion in 2006 werden achter een dichtgemetselde muur nog tientallen dozen gevonden waarin delen van de administratie zaten.